# Премія «Сатурн» за найкращу роль молодого актора чи акторки
Премія «Сатурн» за найкращу роль молодого актора чи акторки — одна з щорічних нагород, яку присуджує Академія наукової фантастики, фентезі та фільмів жахів молодим акторам і акторкам за найкращу роль у фантастичному фільмі. Вручають з 1984 року. Том Голланд — єдиний актор, який отримував його тричі, вигравав три роки поспіль і тричі перемагав за одну і ту ж роль. Гейлі Джоел Осмент і Хлоя Морец здобули нагороду по двічі. Найбільше номінацій отримали Хлоя Морец і Деніел Редкліфф — номіновані п'ять разів. Елайджа Вуд, Кірстен Данст і Тобі Магуайр — єдині актори, які отримали як найкращу роль молодого актора чи акторки, так і премію «Сатурн» для дорослих.

## Лауреати і номінанти

### 1984—1990
| Церемонія   | Фото лауреата        | Актор(ка)                   | Фільм                      | Роль                               | Роль |
| ----------- | -------------------- | --------------------------- | -------------------------- | ---------------------------------- | ---- |
| 12-а (1985) |                      | • Ноа Гетавей               | «Нескінченна історія»      | Атрейю                             |      |
| 12-а (1985) | • Дрю Беррімор       | «Та, що породжує вогонь»    | Чарлі Макгі                |                                    |      |
| 12-а (1985) | • Джсу Гарсія        | «Кошмар на вулиці В'язів»   | Род Лейн                   |                                    |      |
| 12-а (1985) | • Корі Фельдман      | «Гремліни»                  | Піт Фонтейн                |                                    |      |
| 12-а (1985) | • Джонатан Ке Куан   | «Індіана Джонс і Храм Долі» | Короткий раунд             |                                    |      |
| 13-а (1986) |                      | • Баррет Олівер             | «D.A.R.Y.L.»               | Деріл                              |      |
| 13-а (1986) | • Файруза Балк       | «Повернення до країни Оз»   | Дороті Гейл                |                                    |      |
| 13-а (1986) | • Джефф Коен         | «Бовдури»                   | Шанк                       |                                    |      |
| 13-а (1986) | • Ілан Мітчелл-Сміт  | «Чудернацька наука»         | Вайатт О'Доннеллі          |                                    |      |
| 13-а (1986) | • Амелія Шенклі      | «Дитина мрії»               | Юна Аліса                  |                                    |      |
| 14-а (1987) |                      | • Керрі Хенн                | «Чужі»                     | Ребекка «Ньют» Джорден             |      |
| 14-а (1987) | • Джой Креймер       | «Політ навігатора»          | Девід Скотт Фрімен         |                                    |      |
| 14-а (1987) | • Люсі Дікінс        | «Хлопчик, який вмів літати» | Амелія «Міллі» Майклсон    |                                    |      |
| 14-а (1987) | • Скотт Граймз       | «Зубастики»                 | Бред Браун                 |                                    |      |
| 14-а (1987) | • Джей Андервуд      | «Хлопчик, який вмів літати» | Ерік Гібб                  |                                    |      |
| 15-а (1988) |                      | • Кірк Кемерон              | «Який батько, такий і син» | Кріс Хаммонд / доктор Джек Хаммонд |      |
| 15-а (1988) | • Скотт Кертіс       | «Шафа Кемерона»             | Кемерон Лансінг            |                                    |      |
| 15-а (1988) | • Стівен Дорфф       | «Брама»                     | Глен                       |                                    |      |
| 15-а (1988) | • Андре Гауер        | «Загін монстрів»            | Шон Креншоу                |                                    |      |
| 15-а (1988) | • Корі Хейм          | «Пропащі хлопці»            | Сем Емерсон                |                                    |      |
| 15-а (1988) | • Джошуа Джон Міллер | «Майже стемніло»            | Гомер                      |                                    |      |
| 16-а (1990) |                      | • Фред Севідж               | «Навпаки»                  | Чарлі Сеймур / Маршалл Сеймур      |      |
| 16-а (1990) | • Ворвік Девіс       | «Віллоу»                    | Віллоу Афгуд               |                                    |      |
| 16-а (1990) | • Родні Істман       | «Смертельна зброя»          | Зік                        |                                    |      |
| 16-а (1990) | • Лукас Хаас         | «Дама в білому»             | Френкі Скарлатті           |                                    |      |
| 16-а (1990) | • Корі Хейм          | «Спостерігачі»              | Тревіс                     |                                    |      |
| 16-а (1990) | • Джаред Раштон      | «Великий»                   | Біллі, друг Джоша          |                                    |      |
| 16-а (1990) | • Алекс Вінсент      | «Дитяча гра»                | Енді Барклай               |                                    |      |

### 1991—2000
| Церемонія   | Фото лауреата               | Актор                                      | Фільм                                        | Роль               | Роль |
| ----------- | --------------------------- | ------------------------------------------ | -------------------------------------------- | ------------------ | ---- |
| 17-а (1991) |                             | • Адан Ходоровський                        | «Санта Сангре»                               | Молодий Фенікс     |      |
| 17-а (1991) | • Томас Вілсон Браун        | «Люба, я зменшив дітей»                    | Рассел «Рас» Томпсон молодший                |                    |      |
| 17-а (1991) | • Гебріель Деймон           | «Робот-поліцейський 2»                     | Хоб                                          |                    |      |
| 17-а (1991) | • Джейсен Фішер             | «Відьми»                                   | Люк                                          |                    |      |
| 17-а (1991) | • Чарлі Корсмо              | «Дік Трейсі»                               | Малюк                                        |                    |      |
| 17-а (1991) | • Браян Мадорський          | «Батьки»                                   | Майкл Лемле                                  |                    |      |
| 17-а (1991) | • Роберт Олівері            | «Люба, я зменшив дітей»                    | Нік Шалінські                                |                    |      |
| 17-а (1991) | • Фавіола Еленка Тапія      | «Санта Сангре»                             | Юна Алма                                     |                    |      |
| 17-а (1991) | • Джеред Раштон             | «Люба, я зменшив дітей»                    | Роланд «Рон» Томпсон                         |                    |      |
| 18-а (1992) |                             | • Едвард Фурлонг                           | «Термінатор 2: Судний день»                  | Джон Коннор        |      |
| 18-а (1992) | • Джонатан Брендіс          | «Нескінченна історія 2: Нова глава»        | Бастіан Бакс                                 |                    |      |
| 18-а (1992) | • Кріс Деметрал             | «Найдорожча Доллі»                         | Джиммі Вейд                                  |                    |      |
| 18-а (1992) | • Корі Хейм                 | «Молитва ролерів»                          | Грифон                                       |                    |      |
| 18-а (1992) | • Кендіс Хатсон             | «Найдорожча Доллі»                         | Джессіка Вейд                                |                    |      |
| 18-а (1992) | • Джошуа Джон Міллер        | «І ви думали, що ваші батьки були дивними» | Джош Карсон                                  |                    |      |
| 18-а (1992) | • Джастін Вейлін            | «Дитяча гра 3»                             | Енді Барклай                                 |                    |      |
| 19-а (1993) |                             | • Скотт Вайнгер                            | «Аладдін»                                    | Аладдін (голос)    |      |
| 19-а (1993) | • Брендон Адамс             | «Люди під сходами»                         | Пойндекстер «Дурень» Вільямс                 |                    |      |
| 19-а (1993) | • Едвард Ферлонг            | «Кладовище домашніх тварин 2»              | Джефф Меттьюз                                |                    |      |
| 19-а (1993) | • Деніел Шелікар            | «Люба, я збільшив дитину»                  | Адам Шалінські                               |                    |      |
| 19-а (1993) | • Джошуа Шелікар            | «Люба, я збільшив дитину»                  | Адам Шалінські                               |                    |      |
| 19-а (1993) | • Крістіна Річчі            | «Родина Аддамс»                            | Вензді Аддамс                                |                    |      |
| 19-а (1993) | • Роберт Олівері            | «Люба, я збільшив дитину»                  | Нік Шалінські                                |                    |      |
| 20-а (1994) |                             | • Елайджа Вуд                              | «Хороший син»                                | Марк               |      |
| 20-а (1994) | • Джессі Кемерон-Глікенхаус | «Вбивство невинних»                        | Джессі Бродерік                              |                    |      |
| 20-а (1994) | • Мануель Колао             | «Політ невинних»                           | Віто                                         |                    |      |
| 20-а (1994) | • Джозеф Маццелло           | «Парк Юрського періоду»                    | Тім Мерфі                                    |                    |      |
| 20-а (1994) | • Остін О'Брайєн            | «Останній кіногерой»                       | Денні Мадіган                                |                    |      |
| 20-а (1994) | • Крістіна Річчі            | «Моральні цінності сімейки Адамсів»        | Вензді Аддамс                                |                    |      |
| 20-а (1994) | • Аріана Річардс            | «Парк Юрського періоду»                    | Лекс Мерфі                                   |                    |      |
| 21-а (1995) |                             | • Кірстен Данст                            | «Інтерв'ю з вампіром: Хроніка життя вампіра» | Клодія             |      |
| 21-а (1995) | • Люк Едвардс               | «Маленька велика ліга»                     | Біллі Хейвуд                                 |                    |      |
| 21-а (1995) | • Джозеф Гордон-Левітт      | «Янголи на краю поля»                      | Роджер Бомман                                |                    |      |
| 21-а (1995) | • Міко Г'юз                 | «Кошмар на вулиці В'язів 7: Новий кошмар»  | Ділан                                        |                    |      |
| 21-а (1995) | • Джонатан Тейлор Томас     | «Король Лев»                               | Сі́мба                                        |                    |      |
| 21-а (1995) | • Елайджа Вуд               | «Норт»                                     | Норт                                         |                    |      |
| 22-а (1996) |                             | • Крістіна Річчі                           | «Каспер»                                     | Кетлін «Кет» Гарві |      |
| 22-а (1996) | • Кірстен Данст             | «Джуманджі»                                | Джуді Шеперд                                 |                    |      |
| 22-а (1996) | • Бредлі Пірс               | «Джуманджі»                                | Пітер Шеперд                                 |                    |      |
| 22-а (1996) | • Макс Померанк             | «Камбала»                                  | Брайан Джонсон                               |                    |      |
| 22-а (1996) | • Гал Скардіно              | «Індіанець у шафі»                         | Омрі                                         |                    |      |
| 22-а (1996) | • Жудіт Віє                 | «Місто загублених дітей»                   | Мієт                                         |                    |      |
| 23-я (1997) |                             | • Лукас Блек                               | «Вигострене лезо»                            | Френк Вітлі        |      |
| 23-я (1997) | • Кевін Бішоп               | «Острів скарбів Мапет»                     | Джим Хокінс                                  |                    |      |
| 23-я (1997) | • Джеймс Д'ювал             | «День незалежності»                        | Мігель Касс                                  |                    |      |
| 23-я (1997) | • Лукас Хаас                | «Марс атакує»                              | Річчі Норріс                                 |                    |      |
| 23-я (1997) | • Джонатан Тейлор Томас     | «Пригоди Буратіно»                         | Буратіно                                     |                    |      |
| 23-я (1997) | • Мара Вілсон               | «Матильда»                                 | Матильда Вормвуд                             |                    |      |
| 24-а (1998) |                             | • Джена Мелоун                             | «Контакт»                                    | юна Еллі           |      |
| 24-а (1998) | • Ванесса Лі Честер         | «Парк Юрського періоду 2: Загублений світ» | Келлі Кертіс                                 |                    |      |
| 24-а (1998) | • Олександр Гудвін          | «Мутанти»                                  | Чуй                                          |                    |      |
| 24-а (1998) | • Сем Гантінгтон            | «Із джунглів у джунглі»                    | Мімі-Сіку                                    |                    |      |
| 24-а (1998) | • Домінік Суейн             | «Без обличчя»                              | Джеймі Арчер                                 |                    |      |
| 24-а (1998) | • Мара Вілсон               | «Просте бажання»                           | Анабель Грінінг                              |                    |      |
| 25-а (1999) |                             | • Тобі Маґвайр                             | «Плезантвіль»                                | Девід              |      |
| 25-а (1999) | • Джош Гартнетт             | «Факультет»                                | Зік Тайлер                                   |                    |      |
| 25-а (1999) | • Кеті Голмс                | «Тривожна поведінка»                       | Рейчел Вагнер                                |                    |      |
| 25-а (1999) | • Джек Джонсон              | «Загублені у космосі»                      | Вілл Робінсон                                |                    |      |
| 25-а (1999) | • Бред Ренфро               | «Здібний учень»                            | Тодд Боуден                                  |                    |      |
| 25-а (1999) | • Алісія Вітт               | «Міська легенда»                           | Наталі Саймон                                |                    |      |
| 26-а (2000) |                             | • Гейлі Джоел Осмент                       | «Шосте відчуття»                             | Джейсон Несміт     |      |
| 26-а (2000) | • Емілі Бергл               | «Керрі 2: Лють»                            | Рейчел Ленг                                  |                    |      |
| 26-а (2000) | • Наталі Портман            | «Зоряні війни: Прихована загроза»          | Падме Амідала Наберріє                       |                    |      |
| 26-а (2000) | • Джастін Лонг              | «У пошуках галактики»                      | Брендон                                      |                    |      |
| 26-а (2000) | • Девон Сава                | «Бездіяльні руки»                          | Антон Тобіас                                 |                    |      |
| 26-а (2000) | • Джейк Ллойд               | «Зоряні війни: Прихована загроза»          | Енакін Скайвокер                             |                    |      |

### 2001—2010
| Церемонія   | Фото лауреата         | Актор                                   | Фільм                         | Роль                   | Роль |
| ----------- | --------------------- | --------------------------------------- | ----------------------------- | ---------------------- | ---- |
| 27-а (2001) |                       | • Девон Сава                            | «Пункт призначення»           | Алекс Браунінг         |      |
| 27-а (2001) | • Спенсер Бреслін     | «Малюк»                                 | Малюк Рости                   |                        |      |
| 27-а (2001) | • Холлістон Коулман   | «Благослови Дитя»                       | Коді О'Коннор                 |                        |      |
| 27-а (2001) | • Джонатан Ліпніцкі   | «Маленький вампір»                      | Тоні Томпсон                  |                        |      |
| 27-а (2001) | • Тейлор Момсен       | «Як Ґрінч украв Різдво»                 | Сінді Лу Ху                   |                        |      |
| 27-а (2001) | • Анна Паквін         | «Люди Ікс»                              | Марі/Роуґ                     |                        |      |
| 28-а (2002) |                       | • Гейлі Джоел Осмент                    | «Штучний розум»               | Девід                  |      |
| 28-а (2002) | • Фредді Боас         | «Мумія повертається»                    | Алекс О'Коннелл               |                        |      |
| 28-а (2002) | • Джастін Лонг        | «Джіперс Криперс»                       | Даррі Дженнер                 |                        |      |
| 28-а (2002) | • Алакіна Манн        | «Інші»                                  | Енн Стюарт                    |                        |      |
| 28-а (2002) | • Деніел Редкліфф     | «Гаррі Поттер і філософський камінь»    | Гаррі Поттер                  |                        |      |
| 28-а (2002) | • Емма Вотсон         | «Гаррі Поттер і філософський камінь»    | Герміона Ґрейнджер            |                        |      |
| 29-а (2003) |                       | • Тайлер Геклін                         | «Проклятий шлях»              | Майкл Салліван мл.     |      |
| 29-а (2003) | • Алексіс Бледел      | «Вічний Так»                            | Вінні Фостер                  |                        |      |
| 29-а (2003) | • Деніел Редкліфф     | «Гаррі Поттер і філософський камінь»    | Гаррі Поттер                  |                        |      |
| 29-а (2003) | • Гайден Крістенсен   | «Зоряні війни. Епізод II. Атака клонів» | Енакін Скайвокер              |                        |      |
| 29-а (2003) | • Джеремі Самптер     | «Слабкість»                             | Молодий Адам                  |                        |      |
| 29-а (2003) | • Елайджа Вуд         | «Володар перснів: Дві вежі»             | Фродо Беггінс                 |                        |      |
| 30-а (2004) |                       | • Джеремі Самптер                       | «Пітер Пен»                   | Пітер Пен              |      |
| 30-а (2004) | • Дженна Бойд         | «Зниклий безвісти»                      | Дот Гілкесон                  |                        |      |
| 30-а (2004) | • Рейчел Херд-Вуд     | «Пітер Пен»                             | Венді Дарлінґ                 |                        |      |
| 30-а (2004) | • Сосуке Ікемацу      | «Останній самурай»                      | Хіген                         |                        |      |
| 30-а (2004) | • Ліндсі Лоан         | «Шалена п'ятниця»                       | Анна Коулман / Тесс Коулман   |                        |      |
| 30-а (2004) | • Френкі Муніз        | «Агент Коді Бенкс»                      | Коді Бенкс                    |                        |      |
| 31-а (2005) |                       | • Еммі Россум                           | «Привид опери»                | Христин Дайе           |      |
| 31-а (2005) | • Перла Гейні-Джардін | «Убити Білла. Фільм 2»                  | Бі-Бі                         |                        |      |
| 31-а (2005) | • Деніел Редкліфф     | «Гаррі Поттер і в'язень Азкабану»       | Гаррі Поттер                  |                        |      |
| 31-а (2005) | • Кемерон Брайт       | «Народження»                            | Молодий Шон                   |                        |      |
| 31-а (2005) | • Фреді Гаймор        | «Чарівна країна»                        | Пітер Левелін-Девіс           |                        |      |
| 31-а (2005) | • Джонатан Джексон    | «Верхи на кулі»                         | Алан Паркер                   |                        |      |
| 32-а (2006) |                       | • Дакота Фаннінг                        | «Війна світів»                | Рейчел Ферр'є          |      |
| 32-а (2006) | • Алекс Етель         | «Мільйони»                              | Деміан Каннінгем              |                        |      |
| 32-а (2006) | • Фредді Гаймор       | «Чарлі і шоколадна фабрика»             | Чарлі Бакет                   |                        |      |
| 32-а (2006) | • Джош Гатчерсон      | «Затура: Космічна пригода»              | Волтер                        |                        |      |
| 32-а (2006) | • Вільям Моузлі       | «Хроніки Нарнії: Лев, чаклунка та шафа» | Пітер Певенсі                 |                        |      |
| 32-а (2006) | • Деніел Редкліфф     | «Гаррі Поттер і келих вогню»            | Гаррі Поттер                  |                        |      |
| 33-я (2007) |                       | • Івана Бакеро                          | «Лабіринт Фавна»              | Офелія                 |      |
| 33-я (2007) | • Го А-сон            | «Ведучий»                               | Пак Хен Со                    |                        |      |
| 33-я (2007) | • Джодель Ферланд     | «Країна припливів»                      | Єлиза-Роуз                    |                        |      |
| 33-я (2007) | • Трістан Лейк Лебю   | «Повернення Супермена»                  | Джейсон Вайт                  |                        |      |
| 33-я (2007) | • Мітчел Муссо        | «Будинок-монстр»                        | Діджей Волтерз                |                        |      |
| 33-я (2007) | • Едвард Спелірс      | «Ерагон»                                | Ерагон                        |                        |      |
| 34-а (2008) |                       | • Фреді Гаймор                          | «Август Раш»                  | Еван Тейлор/Август Раш |      |
| 34-а (2008) | • Алекс Ітел          | «Водяний кінь: Легенда глибин»          | Ангус МакМорроу               |                        |      |
| 34-а (2008) | • Джошуа Гатчерсон    | «Міст у Терабітію»                      | Джессі Аронз                  |                        |      |
| 34-а (2008) | • Деніел Редкліфф     | «Гаррі Поттер та Орден Фенікса»         | Гаррі Поттер                  |                        |      |
| 34-а (2008) | • Дакота Блю Річардс  | «Золотий компас»                        | Ліра Белаква                  |                        |      |
| 34-а (2008) | • Ріаннон Лі Райн     | «Остання Мімзі всесвіту»                | Емма Вайлдер                  |                        |      |
| 35-а (2009) |                       | • Джейден Сміт                          | «День, коли Земля зупинилась» | Джейкоб Бенсон         |      |
| 35-а (2009) | • Фредді Гаймор       | «Хроніки Спайдервіка»                   | Джаред Грейс / Саймон Грейс   |                        |      |
| 35-а (2009) | • Ліна Леандерссон    | «Впусти мене»                           | Елі                           |                        |      |
| 35-а (2009) | • Дів Патель          | «Мільйонер із нетрів»                   | Джамаль                       |                        |      |
| 35-а (2009) | • Катінка Унтару      | «Позамежжя»                             | Олександрія                   |                        |      |
| 35-а (2009) | • Брендон Волтерз     | «Австралія»                             | Налли                         |                        |      |
| 36-а (2010) |                       | • Сірша Ронан                           | «Милі кості»                  | Сьюзі Селмон           |      |
| 36-а (2010) | • Тейлор Лотнер       | «Сутінки. Сага: Молодий місяць»         | Джейкоб Блек                  |                        |      |
| 36-а (2010) | • Бейлі Медісон       | «Брати»                                 | Ізабелла Качілл               |                        |      |
| 36-а (2010) | • Бруклінн Пру[en]    | «Дружина мандрівника в часі»            | Клер Ебшир                    |                        |      |
| 36-а (2010) | • Макс Рекордс        | «Там, де живуть Чудовиська»             | Макс                          |                        |      |
| 36-а (2010) | • Коді Сміт-Макфі     | «Дорога»                                | Хлопчик                       |                        |      |

### 2011—2020
| Церемонія   | Фото лауреата                       | Актор                                 | Фільм                             | Роль                        | Роль |
| ----------- | ----------------------------------- | ------------------------------------- | --------------------------------- | --------------------------- | ---- |
| 37-а (2011) |                                     | • Хлоя Морец                          | «Впусти мене»                     | Еббі                        |      |
| 37-а (2011) | • Логан Лерман                      | «Персі Джексон та Викрадач блискавок» | Персі Джексон                     |                             |      |
| 37-а (2011) | • Френкі Макларен і Джордж Макларен | «Далі»                                | Маркус і Джейсон                  |                             |      |
| 37-а (2011) | • Вілл Поултер                      | «Хроніки Нарнії: Підкорювач Світанку» | Юстас Скраб                       |                             |      |
| 37-а (2011) | • Коді Сміт-Макфі                   | «Впусти мене»                         | Оуен                              |                             |      |
| 37-а (2011) | • Гейлі Стайнфельд                  | «Справжня мужність»                   | Метті Росс                        |                             |      |
| 37-а (2011) | • Чарлі Тахан                       | «Чарлі Сент-Клауд»                    | Сем Сент-Клауд                    |                             |      |
| 38-а (2012) |                                     | • Джоел Кортні                        | «Супер 8»                         | Джо Ламб                    |      |
| 38-а (2012) | • Аса Баттерфілд                    | «Володар часу»                        | Г'юґо (Гюґо) Кабре                |                             |      |
| 38-а (2012) | • Ель Феннінг                       | «Супер 8»                             | Аліса Дайнард                     |                             |      |
| 38-а (2012) | • Хлоя Морец                        | «Володар часу»                        | Ізабель                           |                             |      |
| 38-а (2012) | • Дакота Гойо                       | «Реальна сталь»                       | Макс Кентон                       |                             |      |
| 38-а (2012) | • Сірша Ронан                       | «Ганна. Ідеальна зброя»               | Ханна Геллер                      |                             |      |
| 39-а (2013) |                                     | • Сурадж Шарма                        | «Життя Пі»                        | Пі Патель                   |      |
| 39-а (2013) | • Сі Джей Адамс                     | «Дивне життя Тімоті Гріна»            | Тімоті Грін                       |                             |      |
| 39-а (2013) | • Том Голланд                       | «Неможливе»                           | Лукас Беннетт                     |                             |      |
| 39-а (2013) | • Деніел Хаттлстоун                 | «Знедолені»                           | Гаврош                            |                             |      |
| 39-а (2013) | • Хлоя Морец                        | «Похмурі тіні»                        | Керолін Стоддард                  |                             |      |
| 39-а (2013) | • Кувенжане Уолліс                  | «Звірі дикого Півдня»                 | Тихецуценя                        |                             |      |
| 40-а (2014) |                                     | • Хлоя Морец                          | «Керрі»                           | Керрі Вайт                  |      |
| 40-а (2014) | • Ейса Баттерфілд                   | «Гра Ендера»                          | Ендрю «Ендер» Віггін              |                             |      |
| 40-а (2014) | • Софі Нелісс                       | «Книжкова злодійка»                   | Лізель Мемінгер                   |                             |      |
| 40-а (2014) | • Сірша Ронан                       | «Як я тепер кохаю»                    | Елізабет                          |                             |      |
| 40-а (2014) | • Тай Сімкінс                       | «Залізна людина 3»                    | Харлі Кінер                       |                             |      |
| 40-а (2014) | • Ділан Спрейберрі                  | «Людина зі сталі»                     | Кал-Ел /Кларк Кент                |                             |      |
| 41-а (2015) |                                     | • Маккензі Фой                        | «Інтерстеллар»                    | юна Амелія                  |      |
| 41-а (2015) | • Ель Феннінг                       | «Чаклунка»                            | Аврора                            |                             |      |
| 41-а (2015) | • Хлоя Морец                        | «Праведник»                           | Тері / Аліна                      |                             |      |
| 41-а (2015) | • Тоні Револорі                     | «Готель „Ґранд Будапешт“»             | Зеро Мустафа                      |                             |      |
| 41-а (2015) | • Коді Сміт-МакФі                   | «Світанок планети мавп»               | Олександр                         |                             |      |
| 41-а (2015) | • Ной Вайзман                       | «Бабадук»                             | Семюел Ваннік                     |                             |      |
| 42-а (2016) |                                     | • Тай Сімпкінс                        | «Світ Юрського періоду»           | Ґрей Мітчелл                |      |
| 42-а (2016) | • Олівія Деджонг                    | «Візит»                               | Ребекка                           |                             |      |
| 42-а (2016) | • Джеймс Фрідсон-Джексон            | «Поліцейський автомобіль»             | Тревіс                            |                             |      |
| 42-а (2016) | • Майло Паркер                      | «Містер Холмс»                        | Роджер Манро                      |                             |      |
| 42-а (2016) | • Еліас Шварц і Лукас Шварц         | «Я бачу, я бачу»                      | Еліас і Лукас                     |                             |      |
| 42-а (2016) | • Джейкоб Трембле                   | «Кімната»                             | Джек                              |                             |      |
| 43-я (2017) |                                     | • Том Голланд                         | «Перший месник: Протистояння»     | Пітер Паркер / Людина-Павук |      |
| 43-я (2017) | • Рабі Бернгілл                     | «Великий дружній велетень»            | Софі                              |                             |      |
| 43-я (2017) | • Джуліан Деннісон                  | «Полювання на дикунів»                | Рікі                              |                             |      |
| 43-я (2017) | • Льюїс Мак-Дугалл                  | «Голос монстра»                       | Конор О'Меллі                     |                             |      |
| 43-я (2017) | • Ніл Сетгі                         | «Книга джунглів»                      | Мауглі                            |                             |      |
| 43-я (2017) | • Аня Тейлор-Джой                   | «Відьма»                              | Томасін                           |                             |      |
| 44-а (2018) |                                     | • Том Голланд                         | «Людина-павук: Повернення додому» | Пітер Паркер / Людина-Павук |      |
| 44-а (2018) | • Дафні Кін                         | «Лоґан: Росомаха»                     | Лора Кінні / Ікс-23               |                             |      |
| 44-а (2018) | • Софія Лілліс                      | «Воно»                                | Беверлі Марш                      |                             |      |
| 44-а (2018) | • Мішель Вільямс                    | «Світ, повний чудес»                  | Елейн                             |                             |      |
| 44-а (2018) | • Джейкоб Трембле                   | «Диво»                                | Август «Оггі» Пулман              |                             |      |
| 44-а (2018) | • Летиція Райт                      | «Чорна Пантера»                       | Шурі                              |                             |      |
| 44-а (2018) |                                     | • Зендая                              | «Людина-павук: Повернення додому» | Мішель Джонс                |      |
| 45-а (2019) |                                     | • Том Голланд                         | «Людина-павук: Далеко від дому»   | Пітер Паркер / Людина-Павук |      |
| 45-а (2019) | • Еван Алекс                        | «Ми»                                  | Джейсон Вілсон/Плутон             |                             |      |
| 45-а (2019) | • Ешер Енжел                        | «Шазам!»                              | Біллі Бетсон                      |                             |      |
| 45-а (2019) | • Міллі Боббі Браун                 | «Ґодзілла ІІ: Король монстрів»        | Медісон Расселл                   |                             |      |
| 45-а (2019) | • Шахаді Райт Джозеф                | «Ми»                                  | Зора Вілсон/Амбра                 |                             |      |
| 45-а (2019) | • Джек Ділан Грейзер                | «Шазам!»                              | Фредді Фрімен                     |                             |      |
| 45-а (2019) | • Міллісент Сіммондс                | «Тихе місце»                          | Реган Ебботт                      |                             |      |
| 46-а (2020) |                                     | • Кайлі Карран                        | «Доктор Сон»                      | Абра Стоун                  |      |
| 46-а (2020) | • Елла Джей Баско                   | «Хижі пташки»                         | Кассандра Кейн                    |                             |      |
| 46-а (2020) | • Джулія Баттерс                    | «Одного разу в… Голлівуді»            | Труді Фрейзер                     |                             |      |
| 46-а (2020) | • Роман Гріффін Девіс               | «Кролик Джоджо»                       | Йоганнес «Джоджо» Бетцлер         |                             |      |
| 46-а (2020) | • Лексі Колкер                      | «Потвори»                             | Хлоя Льюїс / Елеонора Рід         |                             |      |
| 46-а (2020) | • Дж. Д. МакКрері                   | «Король Лев»                          | Молодий Сімба                     |                             |      |

### 2021—2030
| Церемонія      | Фото лауреата        | Актор               | Фільм                                | Роль                   | Роль |
| -------------- | -------------------- | ------------------- | ------------------------------------ | ---------------------- | ---- |
| 47-а (2021/22) |                      | • Фінн Вулфгард     | «Мисливці на привидів: З того світу» | Тревор Спенглер        |      |
| 47-а (2021/22) | • Ноа Джуп           | «Тихе місце 2»      | Маркус Ебботт                        |                        |      |
| 47-а (2021/22) | • Міллісент Сіммондс | «Тихе місце 2»      | Ріган Еббот                          |                        |      |
| 47-а (2021/22) | • Мадлен Макгроу     | «Чорний телефон»    | Гвен                                 |                        |      |
| 47-а (2021/22) | • Мейсон Темз        | «Чорний телефон»    | Фінні                                |                        |      |
| 47-а (2021/22) | • Джейкоб Трембле    | «Лука»              | Лука                                 |                        |      |
| 48-а (2022/23) |                      | • Шоло Марідуенья   | «Синій Жук»                          | Синій Жук / Хайме Реєс |      |
| 48-а (2022/23) | • Голлі Бейлі        | «Русалонька»        | Аріель                               |                        |      |
| 48-а (2022/23) | • Джек Чемпіон       | «Аватар: Шлях води» | Майлз Сокорро                        |                        |      |
| 48-а (2022/23) | • Вайолет Макгроу    | «M3GAN»             | Кеді                                 |                        |      |
| 48-а (2022/23) | • Вів'єн Ліра Блер   | «Бугімен»           | Соєр Гарпер                          |                        |      |
| 48-а (2022/23) | • Ноа Шнапп          | «Бугімен»           | Джексон                              |                        |      |